# Macrotrachela ligulata
Macrotrachela ligulata är en hjuldjursart som beskrevs av Haigh 1965. Macrotrachela ligulata ingår i släktet Macrotrachela och familjen Philodinidae. Inga underarter finns listade i Catalogue of Life.